# Molly Weaver
Molly Weaver (Ludlow, 15 maart 1994) is een voormalig wielrenster uit het Verenigd Koninkrijk.
In 2015 werd zij tweede op het onderdeel tijdrit van het Brits kampioenschap wielrennen op de weg. Vanaf juni 2015 reed ze bij de Nederlandse wielerploeg Liv-Plantur, dat in 2017 verder ging als Team Sunweb. In 2018 kwam ze uit voor het Britse Trek-Drops, waarna ze haar professionele carrière beëindigde.
Garner · Knol · Lichtenberg · Mackaij · Mustonen · Pieters · Polspoel · Soek · Stijns · Stultiens · Weaver
Kirchmann · Mackaij · Markus · Mustonen · Slik · Soek · Stijns · Stultiens · Taylor · Weaver
Brand · Kirchmann · Labous · Lippert · Mackaij · Rivera · Slik · Soek · Stultiens · Van Dijk · Weaver
Buurman · Christian · Hammes · Holden · Lloyd · Park · Parkinson · Payton · Shaw · Simpson · Van Twisk · Weaver · Wiles